# Markus Disse
Markus Disse (geb. 1. Juli 1963 in Paderborn) ist ein deutscher Hydrologe und Professor für Hydrologie und Flussgebietsmanagement an der Technischen Universität München (TUM).

## Leben
Disse machte 1982 sein Abitur und begann ein Studium des Bauingenieurwesens an der Technischen Universität Hannover. Ab 1985 wechselte er an die Universität Karlsruhe (TH), wo er sich auf Wasserwirtschaft und Wasserbau spezialisierte und 1990 seinen Abschluss machte. Seine Dissertation „Modellierung der Verdunstung und der Grundwasserneubildung in ebenen Einzugsgebieten“ wurde 1995 mit summa cum laude bewertet.
Nach seinem Diplom arbeitete er als wissenschaftlicher Mitarbeiter an den Instituten für Wasserbau und Kulturtechnik sowie für Hydrologie und Wasserwirtschaft der Universität Karlsruhe. Ab 1996 war er wissenschaftlicher Mitarbeiter an der Bundesanstalt für Gewässerkunde (BfG) in Koblenz, wo er bis 1998 die Abteilung Gewässermorphologie mit den Schwerpunkten Feststofftransport und Feststoffhaushalt leitete. Anschließend war er Projektleiter in der Abteilung Wassermengen-, Pegel- und Abflussmodellierung. Im Jahr 2003 wurde Disse Professor für Wasserwirtschaft und Ressourcenschutz an der Universität der Bundeswehr in München, eine Position, die er bis 2013 innehatte, als er den Lehrstuhl für Hydrologie und Flussgebietsmanagement an der Technische Universität München übernahm.
Zu Disses Forschungsarbeiten gehören zahlreiche internationale Veröffentlichungen zu Themen wie Hochwasserrisikomanagement, Anpassung an die Auswirkungen des Klimawandels und nachhaltige Wasserbewirtschaftung. In den letzten Jahren hat sich Prof. Disse mit der naturnahen Anpassung an klimatische Extremereignisse (Dürren und Überschwemmungen) durch ökologische Wasserrückhaltemaßnahmen in den Einzugsgebieten beschäftigt.